# Vertogas
Vertogas is een dochteronderneming van de Nederlandse Gasunie die namens het ministerie van Economische Zaken en Klimaat de regeling ‘Garanties van Oorsprong (GvO) voor hernieuwbaar gas’ uitvoert.
Vertogas geeft GvO-certificaten uit, waarmee een eindgebruiker kan borgen dat er voor een bepaald verbruik hernieuwbaar gas aan het Nederlandse gasnet geleverd is. Een gebruiker die evenveel GvO-s koopt als zijn of haar verbruik, gebruikt volledig groen gas: er wordt gegarandeerd evenveel groen gas aan het Nederlandse gasnet geleverd als het eigen verbruik.
In 2020 waren bij Vertogas 53 producenten, 66  handelaren en 63 eindgebruikers aangesloten.